# Ceratopsyche fukienensis
Ceratopsyche fukienensis är en nattsländeart som först beskrevs av Schmid 1965.  Ceratopsyche fukienensis ingår i släktet Ceratopsyche och familjen ryssjenattsländor. Inga underarter finns listade i Catalogue of Life.